# Обіжевський ботанічний заказник
Обіже́вський зака́зник — ботанічний заказник загальнодержавного значення в Україні. Розташований поблизу села Добрівляни Заліщицької міської громади Чортківського району Тернопільської області, у межах лісового урочища «Обіжева».
Площа 162 га. Створений відповідно до постанови РМ УРСР № 500 від 28 жовтня 1974 року. Перебуває у віданні ДП «Чортківське лісове господарство» (Заліщицьке лісництво, кв. 74, вид. 1-7; кв. 75, вид. 1-8, 18-20; кв. 76, вид. 1-6.1, 6.2, 7-11; кв. 77, вид. 1-11; кв. 78, вид. 1-4, 7-9, 11-15; кв. 79, вид. 1-5, 12-14, 18, 26).
Під охороною — лісове урочище на лівобережжі річки Дністер. Схили складені з вапняків, глибоко розчленовані, в межах заказника переходять у розгалужену у верхів'ї вузьку долину, по якій тече невеликий потік, що впадає в Дністер. Складний рельєф, геологічна будова зумовлюють своєрідність мікроклімату і рослинного покриву. Більша частина заказника вкрита грабовими і дубово-грабовими лісами, місцями з домішками клена гостролистого, клена польового, липи серцелистої, ясена, черешні. У рідкому підліску зростають ліщина, бруслина бородавчаста, бруслина європейська. У верхній частині південних схилів — ліси з дуба скельного.
Багатий трав'яно-чагарниковий покрив. На різних ділянках, залежно від умов, поширені: копитняк європейський, яглиця звичайна, осока волосиста, зеленчук жовтий, зірочник ланцетоподібний та багато інших видів лісової трав'янистої флори. Особливо цінні фрагменти степових ділянок, розташованих на схилах південної експозиції.
З видів рослин, занесених до Червоної книги України, трапляються: зозулині черевички справжні, клокичка периста, ковила волосиста і пірчаста, лілія лісова, підсніжник звичайний, первоцвіт дрібний, сон чорніючий, таволга польська, шоломниця весняна, ясенець білий.
Багато рослин занесено до Переліку рідкісних і таких, що перебувають під загрозою зникнення, на території Тернопільської області, серед них: аконіт молдавський, вишня кущова, вовчі ягоди звичайні, воронець колосистий, горицвіт весняний, мигдаль степовий, одинарник європейський, півники злаколисті та угорські, плющ звичайний, сон широколистий і стародуб широколистий, холодок лікарський, цибуля гірська та подільська.
Заказник входить до складу національного природного парку «Дністровський каньйон».